# فداء الشندويلي
فداء الشندويلي هو كاتب سيناريو مصري، قما بتأليف العديد من المسلسلات ويتميز بأسلوبة المبسط في السرد.

## من أعماله

### من مسلسلاته
- حب عمري (مسلسل) 2020
- قانون عمر (مسلسل) 2018
- ولاد تسعة (مسلسل) 2017
- أنا وبابا وماما (مسلسل) 2015
- عيون القلب (مسلسل) 2015
- الخطيئة (مسلسل) 2014
- آدم وجميلة (مسلسل) 2013
- في غمضة عين (مسلسل) 2013
- زي الورد (مسلسل) 2012
- 9 جامعة الدول (مسلسل) 2012
- الشحرورة (مسلسل) 2011
- ريش نعام (مسلسل) 2010
- شاهد اثبات (مسلسل) 2010
- الحب الكبير (مسلسل) 2009
- كريمة كريمة (مسلسل) 2009
- أحلامك أوامر (مسلسل) 2007
- كشكول لكل مواطن (مسلسل) 2006
- من غير ميعاد (مسلسل) 2005
- بابا في تانية رابع (مسلسل) 2004
- 9 شارع السلام (مسلسل) 2003
- الدنيا حظوظ (مسلسل) 2002
- ديدي ودوللي (مسلسل) 2002
- عالم بدون اسرار (مسلسل) 2002
- عين العقل (مسلسل) 2001
- اللي فات سات (مسلسل) 2000
- شيكورونا (مسلسل) 1999
- لعبة وقلبت بجد (مسلسل) 1998
- سر الأرض (مسلسل) 1994
- رفع الستار (مسلسل)
- الامام البخاري (مسلسل كارتون)
- يونس والحوت (مسلسل كارتون)

## وصلات خارجية
- فداء الشندويلي على موقع قاعدة بيانات الأفلام العربية